# 依协克帕提湖
依协克帕提湖是一个位于中国新疆维吾尔族自治区若羌县的湖泊，面积约为60平方千米。